# Инекция
Инекция е математическо изображение, което на всеки елемент а от множество A (първообраз) съпоставя най-много един елемент b от множество B (образ).
Като следствие, при зададено изображение f: A →B, от еднаквостта на образите f(a) = f(a`) следва еднаквост на образите a = a` (a, a` принадлежат на А), т.е. всеки елемент от B има най-много един първообраз и изображението съпоставя на различните елементи от A различни елементи от B. Затова такова изображение се нарича още влагане – множеството А с точност до еквивалентност е равно на подмножество на B.
Доказателството на биективност на дадено изображение често се разделя на две части, доказващи инективността и сюрективността на изображението.